# Orontes (voornaam)
Orontes is een van oorsprong Iraanse jongensnaam die vooral in zijn Armeense vorm Ervand (of Jervand) een grote verspreiding gekend heeft. De variant Orontes wordt vooral in historische context gebruikt.
Varianten in verschillende talen:
- Armeens: Երուանդ (Ervand – Oost-Armeens: Ervant)
- Oudgrieks: Ὀρόντης (Oróntēs)
- Latijn: Orontes
- Perzisch: یرواند (Yervand)
- Russisch: Ерванд (Jervand) of Оронт (Oront)

## Beroemde naamdragers
- Verschillende van de Orontiden, een Armeense dynastie die eerst heerste als satrapen van de Achemeniden en later als onafhankelijke koningen:
  - Orontes Sakavakjats
  - Orontes I
  - Orontes II
  - Orontes III
  - Orontes IV
- Ervand Kogbetliantz (1888-1974), Armeens-Amerikaans wiskundige
- Ervand Abrahamian (1940), Armeens-Iraans historicus